# Margine

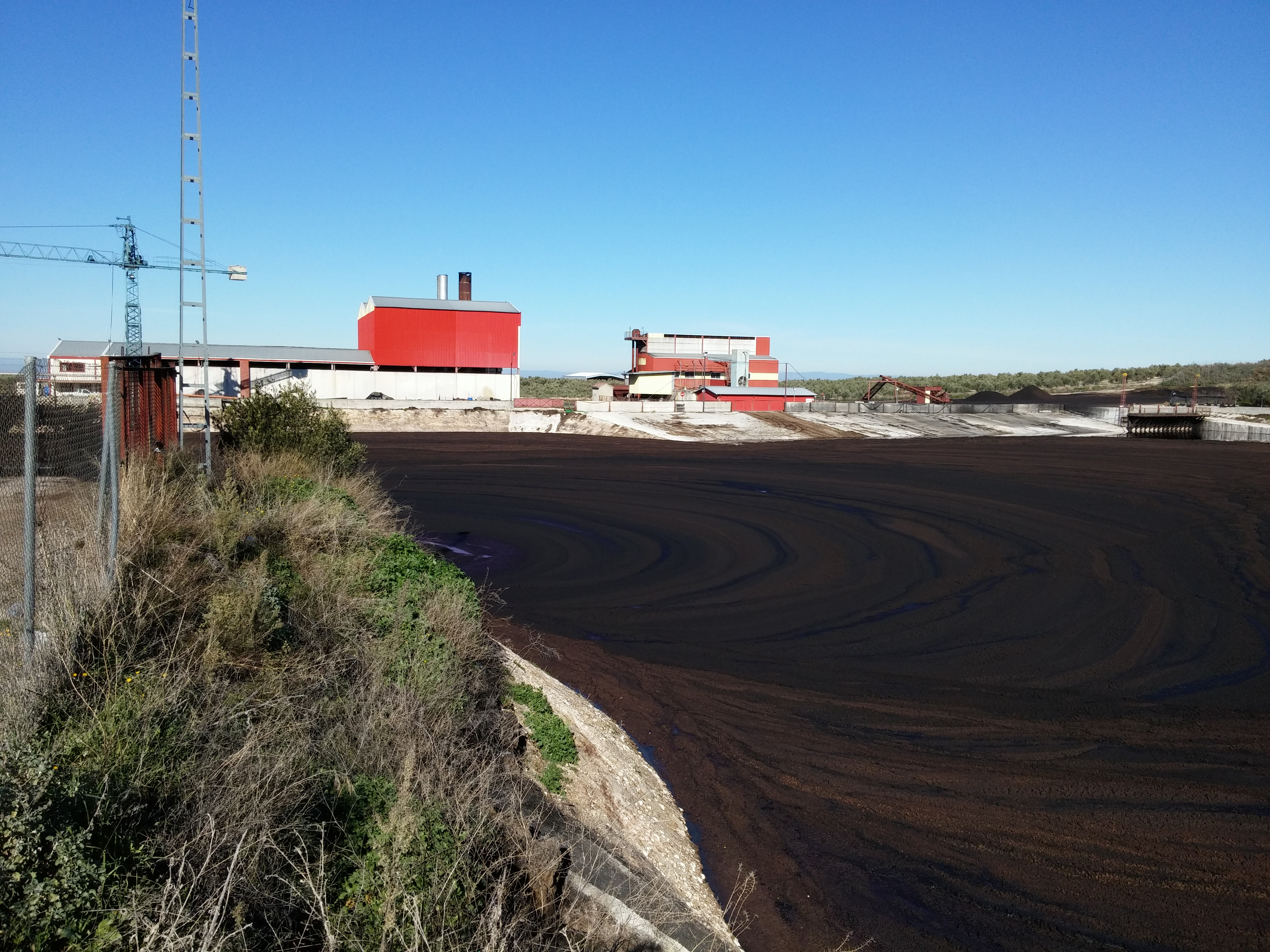
Bassin de récolte des margines d'une usine d'extraction d'huile d'olive à Mancha Real, dans la Province de Jaén (Espagne) (2015).

Les margines, ou eaux de végétation, sont des effluents issus de l'extraction de l'huile d'olive. Elles sont constituées par l'eau contenue dans les cellules de la drupe, les eaux de lavage, et celles liées au processus de traitement, qui représentent quelques litres à 120 litres par quintal — 100 kg —, d'olives traitées. Dans les installations modernes (décanteurs deux phases), la quantité de margines peut être quasiment nulle (car elles sortent avec les matières solides), le seul sous-produit étant les grignons. Le seul rejet aqueux est donc constitué des eaux de lavage.
À cause de leur charge organique très élevée, et de leur teneur en phénols et polyphénols difficilement dégradables, ces effluents posent d'importants problèmes pour leur élimination.
Les agriculteurs de l'Antiquité, loin de les éliminer, faisaient usage des nombreuses qualités des margines (ou amourque : ἀμόργη en grec, amurca en latin). Caton l'Ancien, dans De re rustica, décrit ses propriétés d'herbicide (91, 129), d'insecticide (91, 92), de vermifuge et d'antimites (98), contre la gale des moutons (96), comme complément alimentaire pour le bétail (103) et les oliviers (36, 93), pour la conservation des aliments (99, 101), comme produit d'entretien pour les essieux, le cuir et la vaisselle (97, 100), comme matériau de construction (128), pour un feu sans fumée (130),.